# ゲッティンガー・ミスツェレン
ゲッティンガー・ミスツェレン(Göttinger Miszellen. Beiträge zur ägyptologischen DiskussionまたはGM)はドイツのゲオルク・アウグスト大学ゲッティンゲンのエジプト学・コプト学ゼミナール(Seminar für Ägyptologie und Koptologie)によって出版されているエジプト学及びコプト学、またはそれに類する主題の短編学術論文を掲載した学術雑誌である。
GMは1972年に創刊され、その主目的は可能限り迅速かつ効果的に学問上の新発見や理論に関する情報を出版し、同時にエジプト学の学術的な議論ための場所としてあることであった。こうした理念に則ってGMは年に少なくとも4回発行されると共に執筆者(ドイツ語・英語・フランス語で投稿をすることが出来る)は、原稿は打ち直しやフロッピーディスクからの読み込みではなく写真から複写がなされるために、カメラレディのコピーを提出する必要がある。コピーは出版者によっては全く編集されず、各々の著者が書いた原稿通りとなる。